# Izgubljeni kontinent: Putovanja malograđanskom Amerikom
Izgubljeni kontinent: Putovanja malograđanskom Amerikom (engleski: The Lost Continent: Travels in Small-Town America) je knjiga putopisa američkoga književnika i jezikoslovca Billa Brysona, i prva u serijalu njegovih putopisa.

## Radnja
Nakon deset godina života u Velikoj Britaniji, Bryson se vratio u SAD i u jesen 1987. započeo putovanje iz svoga rodnoga grada Des Moinesa u Iowi prema zapadnoj obali i natrag, koje je nakon završetka u proljeće 1988. odlućio popratiti knjigom doživljaja. Tijekom putovanja nije tražio poznata mjesta važna za amerićku povijest ili kulturu, već se u knjizi nalaze brojni opisi običnih ljudi i njihovih svakodnevnica. Tako je Bryson u više navrata u djelu opisao životne putove radnika na zabačenoj benizinskoj u Nevadi, voditelja motela, pečenjara brze hrane i raznosača novina.
Uvidjevši mnoge obrazovane i ambiciozne ljude koji nisu ostvarili san, američke vojne veterane bez osnovne zdravstvene skrbi, zatvorene ekološke aktiviste koji se bore protiv vađenja nafte u nacionalnim parkovima i monotonost američkog načina života Bryson se i sam u djelu potvrđuje da se vratio u izgubljeni kontinent. Zagađenje, pohlepa, politika, mobiteli, televizija promijenili su ljude i način razmišljanja, pa se Bryson pita "je li stranac u vlastitoj zemlji".

## Izdanja i kritike
Budući da se radi o svojevrsnoj kritici američke politike, knjiga je prvo izdanje doživjela u Velikoj Britaniji, gdje ju je izdala kuća Harvill Secker. Zbog brzo stečene popularnosti, Penguin Books je u više navrata izdavao ponovljena i dopunjena izdanja, a samo djelo su britanski književni kritičari i čitateljstvo uvrstili u klasike američke književnosti 20. stoljeća. I u SAD-u su književni krugovi hvalili djelo nazivajući ga svojevrsnim "osvježenjem" u tada monotematičnoj književnosti koja se bavila problemima puberteta, odrastanja, alkoholizma i ovisnosti, ali na način da je veličala američki obrazovni i politički sustav.

Penguin Books je djelu dao jako dobre kritike:
Neki kritičari i povjesničari književnosti proglasili su knjigu američkim nacionalnim blagom (tzv. Americanom), ali politika to nikad nije službeno potvrdila.
Novine Sunday Telegraph djelo su ocijenile kao smiješan, netipičan vodič kroz Ameriku.